# Nachal Jitla
Nachal Jitla (hebrejsky נחל יתלה) je vádí v Izraeli, v Judských horách v Jeruzalémském koridoru.

## Geografie
Začíná v nadmořské výšce okolo 700 metrů na severním okraji města Abu Goš. Směřuje pak k západu rychle se zahlubujícím údolím se zalesněnými svahy podél jižního okraje hory Har Haruach. Ze severu míjí vesnice Jad ha-Šmona a Neve Ilan. Potom se stáčí k severu a zprava přijímá vádí Nachal ha-Chamiša. V tomto úseku vede skalnatým kaňonem se zbytky skalních obydlí, patrně pro mnichy. Potom vede severozápadním směrem a prochází bývalým nárazníkovým pásmem mezi Západním břehem Jordánu a Izraelem. Na jižním okraji izraelské osady vstupuje přímo na teritorium Západního břehu Jordánu, konkrétně do latrunského výběžku. Zde po několika desítkách metrů ústí zleva do vádí Nachal Kfira, která jeho vody odvádí dál do Ajalonského údolí, které zde začíná.
Přes údolí Nachal Jitla byla v 2. dekádě 21. století protažena trasa nové vysokorychlostní železniční tratě Tel Aviv – Jeruzalém, s inženýrsky složitým mostem přes Nachal Jitla, jehož trasování vyvolalo četné protesty environmentalistů. Vzhledem k tomu, že Nachal Jitla zde prochází po hranici Západního břehu Jordánu, vyvolala výstavba tratě i některé mezinárodněpolitické kontroverze. Z tohoto důvodu se ze spolupráce na výstavbě nového železničního úseku v květnu 2011 stáhla německá státní firma Deutsche Bahn.